# Parti communiste japonais

Symbole électoral du Parti communiste japonais.

Drapeau du Parti communiste japonais.

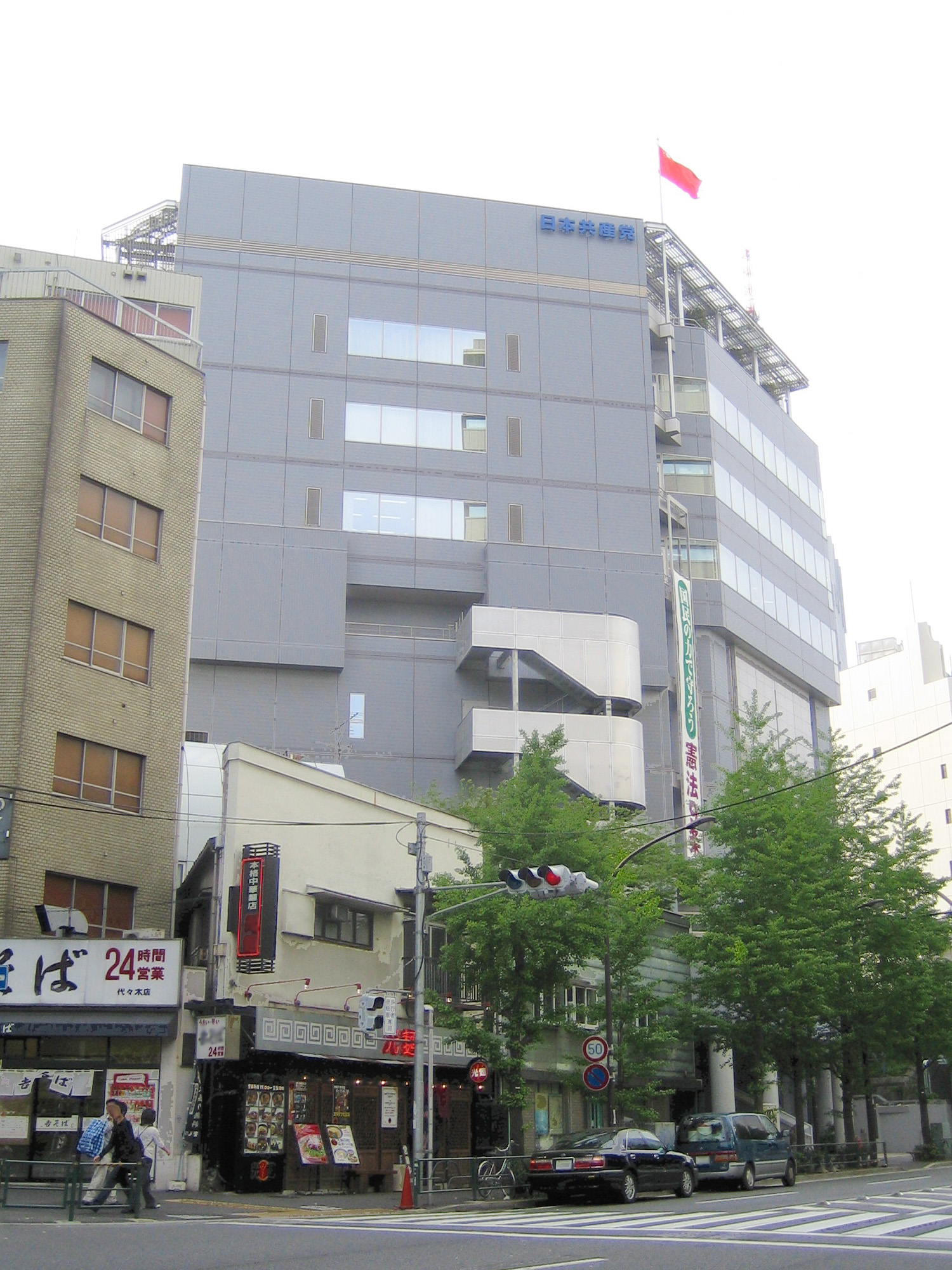
Siège du Parti communiste japonais à Tokyo.

Pour les articles homonymes, voir Parti communiste japonais (homonymie) et Parti communiste.
Le Parti communiste japonais (日本共産党, Nihon kyōsantō) est un parti politique japonais. Fondé le 15 juillet 1922, il est demeuré interdit jusqu'à la fin de la Seconde Guerre mondiale.
Ses dirigeants historiques, qui luttèrent contre le régime militaire, passèrent près de trois décennies en prison ou en exil. Libérés après la capitulation de l'Empire japonais en 1945, ils optèrent pour une « transition dans la paix » vers le socialisme.
Influent dans le monde syndical et parmi les intellectuels, le Parti communiste est dans l'après-guerre une force montante, ce qui inquiète l’occupant américain et le nouveau gouvernement japonais. En 1949 commencent les « purges rouges » visant les membres et sympathisants du PCJ dans les administrations. Il se tourne alors temporairement vers l’action violente, tandis que la répression s'accentue. Il opère à la fin des années 1950 une transition idéologique comparable à l'eurocommunisme qui prendra forme plus tard en Europe de l'Ouest.
Sans toutefois jamais renoncer officiellement au marxisme-léninisme, le PCJ prend ses distances avec l'Union soviétique à partir des années 1960. Se présentant comme un parti réformiste, son objectif est toujours l'édification d'une société pacifiste et égalitaire.
Le Parti communiste japonais, bien qu'en déclin, est aujourd'hui l'un des plus grands partis communistes d'opposition au monde. Il compte environ 270 000 membres répartis dans 25 000 sections. Il est le plus ancien parti politique du Japon.

## Histoire
Années 1920
En avril 1921, a lieu près de la gare d'Ōmori à Tokyo, une rencontre entre militants socialistes, réunissant entre autres Toshihiko Sakai, Hitoshi Yamakawa, Kondō Eizō, Hashiura Tokio, Manzō Watanabe et Masamichi Takatsu. À l'issue de cette réunion, le "Comité préparatoire du Parti communiste japonais" (日本共産党準備委員会) a été secrètement lancé avec comme projet de rejoindre le Comintern. À l'automne Sakai et Yamakawa sont contactés pour inviter les socialistes radicaux japonais à envoyer des délégués au Congrès des travailleurs d'Extrême-Orient réuni à Moscou du 21 janvier au 2 février 1922. La délégation japonaise est constituée de sept envoyés, dont cinq anarchistes, deux étudiants marxistes membres d'organisations communistes universitaires en font également partie, Takase Kiyoshi de la Gyōminkai (暁民会) et Tokuda Kyūichi de la Suiyōkai (水曜会). À leur retour, avec des fonds et des consignes du Comintern, le Comité préparatoire lance la fondation du Parti communiste,[réf. à confirmer]
Le Parti communiste japonais a été fondé le 15 juillet 1922, entre autres par Sanzō Nosaka, devenant immédiatement une organisation politique clandestine. Il était en effet mis hors-la-loi d'entrée par les lois de préservation de la paix et fut, à ce titre, victime des persécutions de l'armée et de la police du Japon. Lors de « l’incident du 15 mars » 1928, en pleine ascension du totalitarisme, 1 600 communistes ou sympathisants supposés sont arrêtés.
Années 1930
Conduisant une activité clandestine, il milite contre l'invasion de la Chine et dénonce l'attaque de Pearl Harbor, tout en soutenant les mouvements d'indépendance en Asie.
Années 1940 et 1950
Après sa légalisation et la libération des prisonniers politiques en 1945, durant l'occupation américaine du Japon, le Parti communiste adopte l'option de la « révolution par la paix », soit la transition pacifique vers le socialisme et la coopération avec l'occupant américain pour démocratiser le Japon. Pendant trois ans le PCJ gagne en influence, principalement auprès des syndicats de travailleurs, et obtient cinq sièges dès les élections à la Chambre des représentants de 1946. À partir de 1949 toutefois, le gouvernement japonais, les Américains et le grand patronat entreprennent des purges contre les militants et sympathisants communistes au sein des administrations publiques et des grandes entreprises. Des dizaines de milliers de personnes perdent leur emploi et des responsables syndicaux et cadres communistes sont arrêtés.
En 1950, le PCJ fait une critique virulente de l’occupation et du            gouvernement Yoshida. À mesure que les purges s’intensifièrent, des actions plus dures sont organisées, parfois même de lutte armée, et conduisent au passage à la clandestinité d’une partie du comité central et son exil à Shanghai.
Depuis sa légalisation, le Parti communiste participe aux élections et n'a été absent de la  Chambre des représentants que de 1952 à 1953. Très faiblement représenté entre 1946 et 1969 (entre 1 et 5 élus à la Chambre des représentants — avec toutefois un pic à 35 sièges en 1949 du fait du report momentanée des voix de certains socialistes déçus de l'alliance entre leur parti et le Parti démocrate, pourtant de droite, au sein des gouvernements de Tetsu Katayama puis Hitoshi Ashida en 1947 et 1948 — et autant à la Chambre des conseillers entre 1947 et 1968), l'efficacité du parti sur le plan électoral est affectée par les querelles intestines qui opposent ses membres au sujet d'une prise de position sur la rupture sino-soviétique jusqu'en 1965, le « miracle économique japonais » qui rend particulièrement populaire le PLD, son opposition à la famille impériale et à l'empereur dans un pays où l'immense majorité de la population reste monarchiste et la crainte du communisme dans un contexte de guerre froide et de méfiance vis-à-vis d'États voisins considérés comme hostiles (la république populaire de Chine et la Corée du Nord). En outre, la CIA américaine finance les partis de droite japonais à hauteur de millions de dollars pour faire du pays un rempart contre le communisme.
Années 1960 et 1970
Il faut attendre l'arrivée à la tête du mouvement en 1958 de Kenji Miyamoto pour que le PCJ connaisse une révolution idéologique comparée à celle du Parti communiste italien des années 1970 et qui va lui permettre d'accroître son assise électorale. En effet, Miyamoto renonce dès son accession à la présidence à l'idée de révolution violente au Japon, appelle à l'instauration d'un « communisme souriant » plus pacifique, se démarque des deux grandes puissances communistes de l'époque (en 1966, il qualifie la révolution culturelle chinoise d'« anormale » et condamne tant la répression soviétique du Printemps de Prague en 1968 que l'invasion par l'Armée rouge de l'Afghanistan en 1979) et fait finalement remplacer en 1976 l'expression marxiste de « dictature du prolétariat » par une déclaration en faveur de la démocratie et de la liberté au sein de la charte du parti. Le passage du Shinbun Akahata (l'organe officiel du parti) à une ligne éditoriale plus familiale (qui permet d'augmenter ses ventes et ainsi d'assurer une entrée substantielle d'argent pour les caisses du PCJ) et la mise à l'écart des mouvements étudiants les plus violents de son organisation de jeunesse, qui vont rejoindre la Nouvelle gauche, permet dans le même temps de donner au parti une image plus « acceptable » et lui fait gagner une plus forte assise populaire. Grâce à cela, les communistes connaissent leur âge d'or dans les années 1970, dans un contexte politique marqué de plus par la normalisation des relations diplomatiques entre le Japon et la république populaire de Chine en 1972 et l'explosion de l'inflation du fait du choc pétrolier de 1973, deux événements qui favorisent plutôt le mouvement.
Le PCJ passe alors de cinquième parti du Japon (et quatrième de l'opposition, derrière le PSJ, le Kōmeitō et le Parti démocrate socialiste), avec 3,2 millions de voix et 6,8 % des suffrages, en 1969, à la troisième force politique du pays (et la seconde de l'opposition, sauf en 1976, où il est devancé par le Kōmeitō) avec un score situé entre 4,5 et 5,8 millions d'électeurs (soit entre 10 % et 10,5 % des voix) durant toute la décennie tout en s'approchant des 40 sièges à la Chambre des représentants. Les élus du PCJ sont ainsi de 38 sur 491 de 1972 à 1976, 17 sur 511 entre 1976 et 1979, 41 (39 élus sous l'étiquette PCJ auxquels 2 indépendants se sont rajoutés) sur 511 de 1979 à 1980 avant de retomber à 29 représentants sur 511 de 1980 à 1983,,. À la Chambre des conseillers, il culmine à 18 sièges sur 250 de 1974 à 1977 puis à 16 élus de 1977 à 1980.
Années 1980 et 1990
Dans les années 1980, le parti se stabilise aux alentours de 5,3 millions de voix (environ 9 % des suffrages) et 26 élus sur 511/512 entre 1983 et 1990 à la Chambre des représentants et entre 12 et 16 sièges sur 250/252 entre 1980 et 1989 à la Chambre des conseillers. La chute du bloc soviétique affaiblit quelque peu son assise électorale, qui retombe à 5,2 millions de voix (8 %) et 16 représentants sur 512 en 1990, 4,8 millions (7,7 %) et 15 sièges en 1993. Toutefois, l'alliance du PSJ avec le PLD dans une coalition gouvernementale de 1994 à 1996 détourne une partie des électeurs socialistes vers le PCJ, tandis que le système électoral mis en place en 1994 et instaurant une part de proportionnelle (environ deux cinquièmes des parlementaires) pour l'élection des deux chambres favorise les petites formations et notamment le Parti communiste. Toutefois, le passage pour le reste des membres de la Chambre des représentants (qui restent la majorité) d'un scrutin plurinominal à uninominal avantage au contraire encore plus les grands partis.
Quoi qu'il en soit, les élections législatives de 1996 marquent une avancée significative du Parti communiste qui bat ses records des années 1970 : 7 millions de voix (12,5 %) et 2 élus au scrutin majoritaire mais surtout 7,3 millions de suffrages (13 %) pour ses listes qui font élire 24 représentants à la proportionnelle, il dépasse alors le PSJ (devenu Parti social-démocrate PSD) qui a perdu l'essentiel de sa base au profit du PCJ ainsi que du PDJ, récemment créé.
Années 2000 et 2010
S'il se maintient quelque peu aux alentours des 7 millions d'électeurs en 2000 (7,4 millions et 12 % des voix au vote majoritaire mais en perdant alors ses deux seules circonscriptions, il n'a jusqu'à ce jour plus retrouvé d'élu au vote uninominal, et 6,7 millions ou 11,2 % des suffrages exprimés et 20 élus à la proportionnelle), la concurrence au sein de l'opposition du PSD et surtout du PDJ et l'évolution vers le bipartisme fait que l'embellie communiste de 1996 est de courte durée et le parti retombe ensuite à des scores plus modestes. Il ne rassemble ainsi plus qu'entre 4,5 et 4,9 millions d'électeurs (entre 7,8 % et 8,1 %) pour 9 élus (son plus faible score depuis 1967) en 2003, et autour de 5 millions (7,25 %) pour les deux modes de scrutins et de nouveau 9 représentants en 2005 et 2009. Il réalise ses plus importants scores électoraux dans la région de Kinki, vieux pôle industriel du Japon, où sa liste traditionnellement avoisine les 10 % des voix. À la Chambre des conseillers, il réalise également depuis 2001 des scores oscillants entre 3,5 et 5,5 millions de voix (entre 6 % et 10 %), et son poids y a progressivement diminué de 23 sièges sur 252 (son record) de 1998 à 2001 à uniquement 6 conseillers sur 242 depuis 2010.
Toutefois, la crise économique de 2008-2009 et la dureté actuelle du marché du travail japonais profitent au parti anti-capitaliste, qui est le seul à la fin de l'année 2008 et au début 2009 à enregistrer de nouveaux adhérents : un millier par mois selon lui. La situation syndicale actuelle (une grande confédération, le Rengō, lié au Parti démocrate du Japon, représente les employés stables) pousse les précaires et autres freeters à rejoindre les syndicats professionnels indépendants, proches du parti.
Années 2020
Le nombre de ses membres ne cesse de diminuer : de 360 000 en 1994, il est passé à 260 000 en 2024. De même, les lecteurs de son journal, Shinbun Akahata (« drapeau rouge ») ne compte plus qu’un million d’abonnés, contre 3,5 millions dans les années 1980. Le PCJ a connu des revers aux dernières élections sénatoriales et locales, y compris à Kyoto, son bastion. Il n'est que faiblement représenté au Parlement.
En outre, le parti se trouve toujours sous le coup de la loi de prévention des actes subversifs, datant de 1952. Cette surveillance d'État s'est même intensifiée après que le premier ministre Shinzo Abe (2006-2007, puis 2012-2020) a déclaré, en mars 2016, que le PCJ « poursui[vait] une politique de révolution violente ». En entreprise, être reconnu comme militant communiste peut conduire à des représailles, comme le licenciement.

## Positions et programme actuels
Le Parti communiste japonais demande l'abolition du capitalisme et de l'exploitation et l'établissement d'une société basée sur le socialisme, la démocratie et la paix, en opposition au militarisme. Il veut arriver à ses buts en travaillant à l'intérieur du cadre fixé par la démocratie parlementaire.
Bien qu'ayant été d'inspiration léniniste, le parti ne soutient plus la révolution socialiste : il adhère en effet à l'idée d'une révolution démocratique depuis 1958, et a renoncé à la notion de dictature du prolétariat en 1976. Le Parti communiste est donc anti-capitaliste et pacifiste. Il n'envisage plus l'action armée et milite pour un respect total de l'esprit de la Constitution de 1947. Il est le seul à inscrire dans son programme l'abrogation du traité de coopération mutuelle et de sécurité entre les États-Unis et le Japon, et s'oppose farouchement à l'acquisition d'armes nucléaires par le Japon et à la révision de l'article 9 de la Constitution. Le PCJ s'oppose également fermement à la participation à l'accord de partenariat transpacifique, plusieurs députés communistes, dont Tomoko Kami et Kimie Hatano, dénonçant les possibles conséquences sur les emplois japonais et l'économie en général,. Il milite pour que le gouvernement fasse des excuses officielles pour les exactions commises par l'armée impériale durant le conflit. Opposé à toute forme de nationalisme, il rejette tant le drapeau que l'hymne officiel du pays[réf. nécessaire], et s'il ne s'oppose plus désormais au maintien sur le trône de l'empereur, il insiste pour qu'il soit limité à un simple rôle symbolique, ce qui est largement le cas aujourd'hui. mais il soutient le gouvernement sur les affaires des îles Kouriles, Senkaku et Takeshima.
C’est aujourd’hui un des seuls partis à demander la fin du nucléaire civil au Japon, et ce depuis longtemps ; ce qui lui vaut, après la catastrophe de Fukushima, une certaine embellie électorale. Depuis 2013, Yoshiko Kira est élue députée communiste du district de Tokyo, une première depuis douze ans.
Selon un membre du parti s'exprimant en mai 2009 : « Bien sûr, notre objectif final est une société socialiste, communiste au Japon, dépassant le capitalisme. Mais avant cela, nous avons une approche graduelle. La première étape est de résoudre les problèmes du travail et du niveau de vie selon la demande des gens ».
Le Parti communiste s'est opposé en 2013 à la loi visant à repousser à 65 ans l’âge du départ à la retraite des travailleurs. Le PCJ milite pour l'élimination des armes nucléaires dans le monde. Il souhaite que le Japon se retire du « parapluie nucléaire » et adhère au Traité sur l'interdiction des armes nucléaires. Il a condamné l’invasion russe de l'Ukraine et milite contre la présence de bases militaires américaines au Japon.
Le Parti communiste japonais est actuellement opposé aux différents gouvernements successifs du Japon, dirigés par le Parti libéral-démocrate japonais. Tomoko Tamura, responsable de la ligne politique du parti en 2022, soutient que « même si les visages changent, la corruption et la ligne politique reste la même »,.
Le Parti communiste japonais fut le premier parti à réclamer le suffrage universel pour les femmes, droit qui fut finalement concédé en 1946. Il est actuellement le parti qui rassemble le plus de femmes dans ses rangs. Depuis 2024, sa présidente est une femme, Tomoko Tamura.

## Résultats électoraux

### Chambre des représentants
| Année | Voix      | %    | Sièges   |
| ----- | --------- | ---- | -------- |
| 1946  | 2 135 757 | 3,8  | 6 / 464  |
| 1947  | 1 002 883 | 3,7  | 4 / 466  |
| 1949  | 2 984 780 | 9,8  | 35 / 466 |
| 1952  | 896 765   | 2,5  | 0 / 466  |
| 1953  | 655 990   | 1,9  | 1 / 466  |
| 1955  | 733 121   | 2,0  | 2 / 467  |
| 1958  | 1 012 035 | 2,5  | 1 / 467  |
| 1960  | 1 156 723 | 2,9  | 3 / 467  |
| 1963  | 1 646 477 | 4,0  | 5 / 467  |
| 1967  | 2 190 564 | 4,8  | 5 / 486  |
| 1969  | 3 199 032 | 6,8  | 14 / 486 |
| 1972  | 5 496 827 | 10,5 | 38 / 491 |
| 1976  | 5 878 192 | 10,4 | 17 / 511 |
| 1979  | 5 625 527 | 10,4 | 39 / 511 |
| 1980  | 5 803 613 | 9,8  | 29 / 511 |
| 1983  | 5 302 485 | 9,3  | 26 / 511 |
| 1986  | 5 313 246 | 8,8  | 26 / 512 |
| 1990  | 5 226 987 | 8,0  | 16 / 512 |
| 1993  | 4 834 587 | 7,7  | 15 / 511 |
| 1996  | 7 268 743 | 13,1 | 26 / 500 |
| 2000  | 6 719 016 | 11,2 | 20 / 480 |
| 2003  | 4 586 172 | 7,8  | 9 / 480  |
| 2005  | 4 919 187 | 7,3  | 9 / 480  |
| 2009  | 4 943 886 | 7,0  | 9 / 480  |
| 2012  | 3 689 159 | 6,2  | 8 / 480  |
| 2014  | 6 062 962 | 11,4 | 21 / 475 |
| 2017  | 4 404 081 | 7,9  | 12 / 465 |
| 2021  | 4 166 076 | 7,3  | 10 / 465 |
| 2024  | 3 362 966 | 6,2  | 8 / 465  |

### Chambre des conseillers
| Année | Voix      | %    | Sièges   |
| ----- | --------- | ---- | -------- |
| 1947  | 610 948   | 2,9  | 4 / 250  |
| 1950  | 1 333 872 | 4,8  | 4 / 260  |
| 1953  | 293 877   | 1,1  | 2 / 260  |
| 1956  | 599 254   | 2,1  | 2 / 254  |
| 1959  | 551 916   | 1,9  | 3 / 254  |
| 1962  | 1 123 947 | 3,1  | 4 / 254  |
| 1965  | 1 652 364 | 4,4  | 6 / 254  |
| 1968  | 2 146 879 | 5,0  | 7 / 251  |
| 1971  | 3 219 307 | 8,1  | 10 / 251 |
| 1974  | 4 931 650 | 9,4  | 19 / 260 |
| 1977  |           |      | 16 / 252 |
| 1980  |           |      | 12 / 252 |
| 1983  |           |      | 14 / 252 |
| 1986  | 5 430 838 | 9,5  | 16 / 252 |
| 1989  |           |      | 14 / 252 |
| 1992  |           |      | 11 / 252 |
| 1995  |           |      | 14 / 252 |
| 1998  |           |      | 23 / 252 |
| 2001  | 4 329 210 | 7,9  | 20 / 247 |
| 2004  | 4 363 107 | 7,8  | 9 / 242  |
| 2007  | 4 407 937 | 7,5  | 7 / 242  |
| 2010  | 3 563 556 | 6,1  | 6 / 242  |
| 2013  | 5 154 055 | 9,7  | 11 / 242 |
| 2016  | 6 016 245 | 10,7 | 14 / 242 |
| 2019  | 4 483 411 | 8,75 | 13 / 245 |
| 2022  | 3 618 343 | 6,82 | 11 / 248 |
| 2025  | 2 864 738 | 4,84 | 7 / 248  |

## Présidents
- Kenji Miyamoto (1970-1982)
- Tetsuzō Fuwa (en) (1982-1987)
- Hiromu Murakami (ja:村上弘) (1987-1989)
- Tetsuzō Fuwa (en) (1989-2000)
- Kazuo Shii (2000-2024)
- Tomoko Tamura (depuis 2024)

## Chansons composées pour les anniversaires du parti
- Warera sono michi wo yuku (われらその道を行く?), composition chorale par Nobuo Sugimoto (杉本信夫?) pour le 45e anniversaire du Parti communiste japonais, publiée sur Akahata (赤旗?), 18 juillet 1967[39].
- Hitosuji no michi (ひとすじの道?), composition chorale par Kiminobu Sōma (相馬公信?) pour le 50e anniversaire du Parti communiste japonais, publiée sur Bunka-hyōron (文化評論?), numéro spécial de septembre 1972[40].

### Articles et catégories connexes
- Politique au Japon
- Parti communiste japonais (marxiste-léniniste)
- Zengakuren
- La Voix chantante du Japon